# Wagneria palpalis
Wagneria palpalis är en tvåvingeart som beskrevs av Robineau-desvoidy 1863. Wagneria palpalis ingår i släktet Wagneria och familjen parasitflugor.
Artens utbredningsområde är Frankrike. Inga underarter finns listade i Catalogue of Life.